# Alpha 21464
Az Alpha 21464 egy befejezetlen mikroprocesszor, amely az Alpha utasításkészlet-architektúra (ISA) implementálja. A fejlesztését a Digital Equipment Corporation kezdte el, és azt később a Compaq folytatta, miután felvásárolta a Digital-t. A mikroprocesszor EV8 jelölés vagy Araña kódnév alatt is ismert. Megjelentetését 2004-re tűzték ki, azonban 2001. június 25-én leállították a tervezést, mikor a Compaq bejelentette, hogy 2004-ig kivezeti az Alpha termékvonalat és inkább az Itanium processzorokat részesíti előnyben. Leállításakor az Alpha 21464 előrehaladott tervezési fázisban volt, de még nem lépett a tape-out fázisba (a tervek még nem álltak készen a gyártásra).
A 21464 eredete az 1990-es évek közepe tájára nyúlik vissza, amikor egy amerikai számítógéptudós, Joel Emer, Dean Tullsennek az egyidejű többszálúság (simultaneous multithreading) terén folytatott kutatásai által inspirálva, szintén kutatni kezdte a témát a Washingtoni Egyetemen, majd az 1990-es évek végén népszerűsíteni kezdte azt és igyekezett az eredményeit a gyakorlatba is átültetni. Látszólag sikerrel, ugyanis a Compaq 1999 októberében az 1999-es Mikroprocesszor Fórumon bejelentette, hogy a következő Alpha mikroprocesszor már az SMT technológiát fogja alkalmazni. Ekkoriban az Alpha 21464 processzort használó rendszerek megjelenését 2003-ra várták.

## Leírás
A mikroprocesszor egy nyolc kibocsátású szuperskalár kialakítás, sorrenden kívüli végrehajtással, négyutas SMT-vel és nagyméretű futószalaggal. Egyszerre 16 utasítást hív le (olvas ki) a 64 KiB méretű kétutas csoport-asszociatív utasítás-gyorsítótárból. Az elágazásjósló ezután kiválasztja a „jó” utasításokat és beírja azokat egy változó méretű láncolt pufferbe. Az utasításbehívás sebessége elérheti az órajelciklusonként maximum 16 utasítást, de ez függ az elágazások sűrűségétől. A végrehajtóegységnek összességében több fokozata van, mint az előző Alpha megvalósításokban, és végeredményben a 21464 egy jelentős, 14 ciklusos minimális elágazástévesztési büntetéssel rendelkezik. A processzor fejlett elágazásbecslő algoritmust alkalmaz ezeknek a költséges büntetéseknek / ciklusveszteségeknek az elkerülésére.
Az SMT megvalósítása szükségessé tette bizonyos erőforrások, például a programszámláló többszörözését. Ebben a processzorban nem egy, hanem négy programszámláló található, mindegyik szál számára egy. Az előfeldolgozó után azonban igen kevés logikát kellett kibővíteni az SMT támogatásához. A regisztertár 512 bejegyzést tartalmaz, de a méretet a feldolgozás alatt álló utasítások számának maximuma határozta meg, nem az SMT. A regisztertárhoz való hozzáféréshez három futószalag-fokozat szükséges, az áramkör fizikai mérete miatt. A négy szálból minden ciklusban legfeljebb nyolc utasítás küldhető a nyolc egész (fixpontos) és négy lebegőpontos végrehajtóegységhez. A 21464-esnek 64 KiB-os adat-gyorsítótára van, a Dcache, amely négy bankba van szervezve a kettős kapuzás támogatása miatt. Ezt támogatja még egy lapkára integrált 3 MiB méretű hat utas csoport-asszociatív egyesített másodlagos gyorsítótár, az Scache.
Az egész végrehajtóegység egy új struktúrát alkalmaz, a regiszter-gyorsítótárat. A regiszter-gyorsítótár célja nem a regisztertárhoz való hozzáférés három órajelütemű látenciájának, hanem az operanduselkerülő logika bonyolultságának csökkentése volt. A regiszter-gyorsítótár tartalmazza az előző N ciklusban az ALU által előállított eredményeket és a betöltő futószalagokból érkezett értékeket (az N értéke 8 körül lehet). A gyorsítótár átcímkézés A regiszter-gyorsítótár struktúra egyszerűen az előző processzorokban elosztott mux-ként megvalósított mechanizmus architekturális átcímkézése.
A rendszerinterfész hasonló az Alpha 21364-eséhez. Az integrált memóriavezérlők tíz RDRAM csatornát biztosítanak. A többprocesszoros működést egy router segíti, amellyel a processzor több 21464-hez csatlakoztatható, és ez architekturálisan 512 utas többprocesszoros működést támogat köztes logika nélkül.
0,125 μm-es (0,13 μm-esként is emlegetett) CMOS folyamattal készült volna, hét réz vezetőréteggel, részben szegényített szilícium szigetelőrétegen, és alacsony K értékű dielektrikummal. Várható tranzisztorszáma 250 millió körüli volt, 420 mm²-es lapkaméret mellett.

## Tarantula
A Tarantula egy kiterjesztett Alpha architektúra és az azt megvalósító, tervbe vett processzor kódneve. Nem jutott túl a fejlesztési fázison, megvalósítása nem készült, még a 21464 elkészülte előtt beszüntették. A kiterjesztés az Alpha processzort vektoros feldolgozási lehetőséggel ruházta volna fel. A kiterjesztés specifikációja szerint harminckét 64 × 128 bites (8192 bit vagy 8 KiB) vektorregisztert, körülbelül 50 vektoros utasítást és számos újabb adatmozgató utasítást tartalmaz a vektorregiszterekhez. Az EV8 egyéb tervezett utódai többmagos kivitelben (két EV8-as maggal) készültek volna és elérték volna a 4,0 GHz-es órajelet is.

## Fordítás
Ez a szócikk részben vagy egészben  az   Alpha 21464 című angol Wikipédia-szócikk ezen változatának fordításán alapul.  Az eredeti cikk szerkesztőit annak laptörténete sorolja fel. Ez a jelzés csupán a megfogalmazás eredetét és a szerzői jogokat jelzi, nem szolgál a cikkben szereplő információk forrásmegjelöléseként.